# Кралски змии
Кралските змии (Lampropeltis) са род от семейство Смокообразни (Colubrinae), включващ 14 вида и 49 подвида змии.

## Описание
Възрастните Кралски змии достигат на дължина от 50 cm до 2 m. Имат ярко контрастиращи цветове, а шарката им се състои от няколко различни цветни пръстена. Най-често украската им е в комбинация от червено, черно и бяло.

## Разпространение и местообитание
Видовете от този род са разпространени в Северна и Централна Америка. Предпочитат иглолистните и храстови гори, пасища, полупустини, морски крайбрежия и планини.

## Хранене
Кралските змии са наземни видове, хранещи се с гущери и дребни гризачи, но също така са склонни и към канибализъм. Много често ядат други змии, включително и отровни.

## Домашни любимци
Като се има предвид, че в дивата природа, те се хранят предимно със змии, те трябва да се държат строго индивидуално. Дори по време на чифтосване трябва да се държат с голямо внимание.
Тези змии обикновено не са агресивни и не са опасни за човека. Могат доста лесно да бъдат опитомени.

## Списък на видовете и подвидовете
Род Кралски змии
- Вид Lampropeltis alterna (A.E. Brown, 1901)
  - Подвид Lampropeltis alterna alterna (A.E. Brown, 1901)
  - Подвид Lampropeltis alterna blairi Flury, 1950
- Вид Lampropeltis calligaster (Harlan, 1827)
  - Подвид Lampropeltis calligaster calligaster (Harlan, 1827)
  - Подвид Lampropeltis calligaster occipitolineata R.M. Price, 1987
  - Подвид Lampropeltis calligaster rhombomaculata (J.E. Holbrook, 1840)
- Вид Lampropeltis extenuatum A.E. Brown, 1890
- Вид Lampropeltis getula (Linnaeus, 1766) – Обикновена кралска змия
  - Подвид Lampropeltis getula californiae (Blainville, 1835) – Калифорнийска кралска змия
  - Подвид Lampropeltis getula catalinensis (Van Denburgh & Slevin, 1921)
  - Подвид Lampropeltis getula floridana (F.N. Blanchard, 1919)
  - Подвид Lampropeltis getula getula (Linnaeus, 1766)
  - Подвид Lampropeltis getula meansi Krysko & Judd, 2006
  - Подвид Lampropeltis getula nigrita Zweifel & Norris, 1955 – Мексиканска черна кралска змия
- Вид Lampropeltis holbrooki L.H. Stejneger, 1902
- Вид Lampropeltis mexicana (Garman, 1884)
  - Подвид Lampropeltis mexicana greeri Webb, 1961
  - Подвид Lampropeltis mexicana leonis Günther, 1893
  - Подвид Lampropeltis mexicana mexicana (Garman, 1884) – Мексиканска кралска змия
  - Подвид Lampropeltis mexicana thayeri Loveridge, 1924
- Вид Lampropeltis nigra (Yarrow, 1882) – Черна кралска змия
- Вид Lampropeltis pyromelana (Cope, 1866) – Планинска кралска змия
  - Подвид Lampropeltis pyromelana infralabialis W.W. Tanner, 1953
  - Подвид Lampropeltis pyromelana knoblochi Taylor, 1940
  - Подвид Lampropeltis pyromelana pyromelana (Cope, 1866) – Аризонска планинска кралска змия
- Вид Lampropeltis ruthveni Blanchard, 1920
- Вид Lampropeltis splendida (Baird & Girard, 1853) – Пустинна кралска змия
- Вид Lampropeltis triangulum (Lacépède, 1789) – Млечна змия
  - Подвид Lampropeltis triangulum abnorma (Bocourt, 1886) – Гватемалска млечна змия
  - Подвид Lampropeltis triangulum amaura (Cope, 1861) – Луизианска млечна змия
  - Подвид Lampropeltis triangulum andesiana Williams, 1978
  - Подвид Lampropeltis triangulum annulata (Kennicott, 1861) – Мексиканска млечна змия
  - Подвид Lampropeltis triangulum arcifera (Werner, 1903)
  - Подвид Lampropeltis triangulum blanchardi Stuart, 1935
  - Подвид Lampropeltis triangulum campbelli Quinn, 1983 – Кембалова кралска змия
  - Подвид Lampropeltis triangulum celaenops Stejneger, 1903
  - Подвид Lampropeltis triangulum conanti Williams, 1978
  - Подвид Lampropeltis triangulum dixoni Quinn, 1983
  - Подвид Lampropeltis triangulum elapsoides (Holbrook, 1838)
  - Подвид Lampropeltis triangulum gaigae Dunn, 1937 – Черна млечна змия
  - Подвид Lampropeltis triangulum gentilis (Baird & Girard, 1853)
  - Подвид Lampropeltis triangulum hondurensis Williams, 1978 – Хондураска млечна змия
  - Подвид Lampropeltis triangulum micropholis (Cope, 1860) – Еквадорска млечна змия
  - Подвид Lampropeltis triangulum multistrata (Kennicott, 1861)
  - Подвид Lampropeltis triangulum nelsoni Blanchard, 1920
  - Подвид Lampropeltis triangulum oligozona (Bocourt, 1886)
  - Подвид Lampropeltis triangulum polyzona (Cope, 1861)
  - Подвид Lampropeltis triangulum sinaloae Williams, 1978 – Синалоанска млечна змия
  - Подвид Lampropeltis triangulum smithi Williams, 1978
  - Подвид Lampropeltis triangulum stuarti Williams, 1978
  - Подвид Lampropeltis triangulum syspila (Cope, 1889) – Червена млечна змия
  - Подвид Lampropeltis triangulum taylori Tanner & Loomis, 1957
  - Подвид Lampropeltis triangulum triangulum (Lacépède, 1789)
- Вид Lampropeltis webbi Bryson, Dixon & Lazcano, 2005
- Вид Lampropeltis zonata (Lockington, 1835)
  - Подвид Lampropeltis zonata agalma (Van Denburgh & Slevin, 1923)
  - Подвид Lampropeltis zonata herrerae (Van Denburgh & Slevin, 1923)
  - Подвид Lampropeltis zonata multicincta (Yarrow, 1882)
  - Подвид Lampropeltis zonata multifasciata (M.F. Bocourt, 1886)
  - Подвид Lampropeltis zonata parvirubra Zweifel, 1952
  - Подвид Lampropeltis zonata pulchra Zweifel, 1952
  - Подвид Lampropeltis zonata zonata (Lockington, 1876 ex Blainville, 1835)